# Simone Bertazzo
Simone Bertazzo (* 19. August 1982 in Pieve di Cadore, Provinz Belluno) ist ein italienischer Bobsportler.

## Werdegang
Simone Bertazzo debütierte 2004 im Weltcup und erreichte bereits in seiner zweiten Saison mit Rang 3 im Viererbob in Lake Placid seinen ersten Podestplatz. Daraufhin vertrat er Italien bei den Olympischen Spielen von Turin, wo er in Cesana im Zweierbob den 9. und im Viererbob den 12. Platz erreichte. Wiederum eine Saison später gewann er bei den Weltmeisterschaften in St. Moritz gemeinsam mit Samuele Romanini die Bronzemedaille. Im Januar 2008 feierte er in Cesana erneut mit Romanini seinen ersten Weltcupsieg im Zweier und sie gewannen zudem an gleicher Stelle Bronze bei der Europameisterschaft. In den folgenden beiden Wintern konnte Bertazzo keine Podestplatzierung im Weltcup erreichen, nahm aber erneut an den Olympischen Spielen teil und wurde auf der Bahn von Whistler im Vierer Neunter. Im Zweier wurde er disqualifiziert.
In der Saison 2010/11 erreichte Simone Bertazzo im Zweierbob zwei Weltcup-Siege und zwei weitere Podestplätze, womit er in der Gesamtwertung Dritter wurde. Im Vierer belegte er mit einem 7. Rang im Gesamtweltcup ebenfalls seine bisher beste Platzierung und bei der Weltmeisterschaft erreichte er im Zweier den 6. Platz. Der folgende Winter verlief jedoch enttäuschend und es gelang ihm nur in Whistler, unter die besten zehn zu fahren. 2012/13 erreichte er wieder bessere Ergebnisse im Zweier und wurde nach fünf Top-10-Resultaten Siebter im Gesamtweltcup. In der Olympiasaison 2013/14 platzierte er sich nur zwischen 13 und 19, nahm aber an seinen dritten Olympischen Spielen teil, wo er die Plätze 14 und 18 belegte. In der Saison 2014/15 startete Bertazzo hauptsächlich im Europacup, wo er drei Saisonsiege feierte und auch die Gesamtwertung im Zweier, Vierer und in der Kombination für sich entschied. In der zweiten Saisonhälfte nahm er auch an sechs Weltcuprennen teil und erreichte als beste Platzierung Rang 5 im Viererbob in St. Moritz.